# Ivan Tomečak
Ivan Tomečak (Zagabria, 7 dicembre 1989) è un calciatore croato, centrocampista del Rudeš.

## Carriera

### Club

#### Lokomotiva Zagabria
Tomečak iniziò la carriera professionistica con un prestito dalla durata di 18 mesi alla Lokomotiva Zagabria, società satellite della Dinamo Zagabria. Giocò la maggior parte delle partite della Treća HNL e contribuì alla promozione del club nella Druga HNL. Proprio in questa divisione, giocò tutte le 15 partite della squadra, prima di tornare alla Dinamo.

#### Dinamo Zagabria
Tomečak tornò alla Dinamo ed ebbe un ruolo importante nella vittoria del titolo da parte del club nella stessa stagione. Debuttò nella massima divisione croata il 1º marzo 2009, schierato titolare nella vittoria per 1-0 sullo Slaven Belupo. Il 5 aprile, segnò una doppietta nella vittoria in trasferta per 4-3 sul campo del Cibalia. Fu schierato titolare sia nella gara d'andata che in quella di ritorno della finale di Coppa di Croazia 2008-2009, vinta ai calci di rigore per 4-3 contro lo Hajduk Split. Vinse il campionato anche nell'anno seguente, totalizzando 30 apparizioni in 2 anni. Esordì nelle competizioni europee per club il 21 luglio 2009, nel turno preliminare della Champions League 2009-2010 disputato contro il Pyunik.
Prima dell'inizio del campionato 2010-2011, Tomečak e la sua Dinamo si aggiudicarono la Supercoppa di Croazia.

### Nazionale
Tomečak iniziò la sua carriera internazionale con le selezioni giovanili croate in un match per la Nazionale Under-18, in una sfida contro la Polonia under 18. Ha giocato altre tre partite amichevoli per questa formazione, prima di esordire in data 12 novembre 2007 per la Croazia under 19, in un match di qualificazione all'Europeo di categoria contro il Montenegro under 19. Giocò 7 volte in questa Nazionale, per poi vestire le maglie dell'Under-20 e dell'Under-21. Con la prima, totalizzò 2 presenze in altrettanti anni, mentre debuttò il 5 settembre 2009 per la seconda, in un match vinto dai croati per 3-1 in casa della Norvegia under 21.
Nel novembre del 2014 ha esordito con la nazionale maggiore in una partita amichevole contro l'Argentina.

## Statistiche

### Cronologia presenze e reti in nazionale
| Cronologia completa delle presenze e delle reti in nazionale ― Croazia | Cronologia completa delle presenze e delle reti in nazionale ― Croazia | Cronologia completa delle presenze e delle reti in nazionale ― Croazia | Cronologia completa delle presenze e delle reti in nazionale ― Croazia | Cronologia completa delle presenze e delle reti in nazionale ― Croazia | Cronologia completa delle presenze e delle reti in nazionale ― Croazia | Cronologia completa delle presenze e delle reti in nazionale ― Croazia | Cronologia completa delle presenze e delle reti in nazionale ― Croazia |
| Data                                                                   | Città                                                                  | In casa                                                                | Risultato                                                              | Ospiti                                                                 | Competizione                                                           | Reti                                                                   | Note                                                                   |
| ---------------------------------------------------------------------- | ---------------------------------------------------------------------- | ---------------------------------------------------------------------- | ---------------------------------------------------------------------- | ---------------------------------------------------------------------- | ---------------------------------------------------------------------- | ---------------------------------------------------------------------- | ---------------------------------------------------------------------- |
| 12-11-2014                                                             | Londra                                                                 | Argentina                                                              | 2 – 1                                                                  | Croazia                                                                | Amichevole                                                             | -                                                                      | 71’                                                                    |
| Totale                                                                 |                                                                        | Presenze                                                               | 1                                                                      |                                                                        | Reti                                                                   | 0                                                                      |                                                                        |

## Palmarès
- Campionato croato: 4

Dinamo Zagabria: 2008-2009, 2009-2010, 2010-2011, 2011-2012
- Coppa di Croazia: 4

Dinamo Zagabria: 2008-2009, 2011-2012
Rijeka: 2018-2019, 2019-2020
- Supercoppa di Croazia: 2

Dinamo Zagabria: 2010
Rijeka: 2014
- Campionato belga: 1

Club Bruges: 2017-2018
- Supercoppa del Belgio: 1

Club Bruges: 2018